# Шепелиха
Шепелиха — деревня в Кимрском районе Тверской области. Входит в состав Приволжского сельского поселения.

## География
Находится в юго-восточной части Тверской области на расстоянии приблизительно 14 км на север-северо-восток по прямой от районного центра города Кимры на правом берегу реки Хотча.

## История
Известна с 1628 года как пустошь. В 1678 году отмечалась как деревня М.И. Годунова, в 1775 князя С.М. Голицына. В 1851 году учтено 22 двора. В 1859 году здесь (деревня Калязинского уезда Тверской губернии) было учтено 23 двора.

## Население
Численность населения: 102 человека (1851 год), 115 (1859 год), 7 (русские 100 %) в 2002 году, 1 в 2010.